# Leandro Guaita
Leandro Guaita (La Plata, 19 maggio 1986) è un calciatore argentino attaccante del Lykos.

## Biografia
È pronipote dell'ex calciatore oriundo Enrique Guaita, campione del mondo con l'Italia nel 1934.

## Caratteristiche tecniche
Gioca come ala destra.

## Carriera
Inizia la carriera nel settore giovanile dell'Estudiantes, formazione della sua città natale; nel 2004 all'età di 18 anni si trasferisce in Europa, firmando un contratto con gli svizzeri del Basilea. Nella stagione 2005-2006 fa parte della rosa degli italiani del Vicenza, in Serie B, campionato in cui non scende mai in campo nell'arco dell'intera stagione venendo invece impiegato con la squadra Primavera. Rimane in Italia anche per la stagione 2006-2007, nella quale viene ingaggiato dai campani del Sapri; con i biancoazzurri va a segno per 3 volte in 10 presenze nel campionato di Serie D, venendo poi ceduto a gennaio 2007 ai sardi della Nuorese, con cui nella seconda parte della stagione gioca 5 partite nel campionato di Serie C2 (terminato dalla sua squadra al quarto posto in classifica) ed una partita nei play-off, terminati con una sconfitta in semifinale contro il Pergocrema. Viene riconfermato in rosa dalla Nuorese anche per la stagione 2007-2008, disputata nuovamente in Serie C2: in questa stagione Guaita gioca stabilmente da titolare, scendendo in campo in 33 occasioni e segnando 3 gol (i suoi primi nel calcio professionistico italiano). Successivamente nell'estate del 2008 viene tesserato dall'Alghero, club a sua volta impegnato nel campionato di Serie C2, con il quale l'esterno argentino nel corso della stagione 2008-2009 gioca 15 partite di campionato senza mai segnare, venendo poi ceduto a gennaio al San Marino. Col club della Repubblica del Titano termina poi la stagione giocando altre 12 partite di campionato e 2 partite nei play-out di Serie C2, al termine dei quali la sua squadra conquista la salvezza. Inizia la stagione 2009-2010 nuovamente al San Marino, con cui gioca ulteriori 6 partite nel campionato di Lega Pro Seconda Divisione per poi passare nel gennaio del 2010 ai senesi del Poggibonsi, con la cui maglia nel prosieguo del campionato mette a segno 3 reti in 13 presenze. Rimane in Italia anche nella prima parte della stagione 2010-2011, giocando 6 partite senza mai segnare al Casarano in Serie D.
Nel gennaio del 2011 lascia dopo 6 anni l'Italia e va a giocare all'Independiente del Valle, formazione della massima serie ecuadoriana; con i nerazzurri rimane per l'intero 2011, mettendo a segno un gol in 18 partite di campionato. Nel gennaio del 2012 va poi al Wehen Wiesbaden, con cui rimane fino al marzo del medesimo anno giocando 2 partite senza gol nella terza divisione del campionato tedesco. Va poi a giocare allo Shenzhen Ruby, con cui gioca in China League One, la seconda divisione cinese.
Nel gennaio del 2013 si trasferisce in Honduras al Deportivo Victoria, con cui gioca 3 partite in CONCACAF Champions League e 18 partite (con 5 gol segnati) nella massima serie honduregna. Dopo una militanza di alcuni mesi all'Estudiantes de San Luis, con cui disputa 6 partite nella quarta serie argentina, nel gennaio del 2015 torna in Honduras, questa volta al Vida, con cui mette a segno 2 reti in 14 presenze nel campionato honduregno. Nel dicembre del 2015 lascia il club honduregno e fa ritorno in Italia, venendo tesserato dall'Albalonga, con cui nella stagione 2015-2016 realizza 2 gol in 17 presenze in Serie D. Nell'estate del 2016 si trasferisce ai sardi dell'Arzachena, a loro volta militanti nel massimo campionato dilettantistico italiano; nel dicembre del 2016 dopo aver segnato 2 gol in 13 presenze lascia la squadra per accasarsi ai lucani del Potenza, nel girone H di Serie D; termina la stagione segnando altri 8 gol in 19 presenze tra cui quello decisivo per la permanenza in categoria, segnato contro il Gravina nella gara casalinga terminata 2-0. Rimane al Potenza anche nella stagione 2017-2018, dove contribuisce significativamente alla vittoria dei rossoblù del girone H del campionato di Serie D con 7 gol in 30 partite; da segnalare tra questi il gol segnato contro il Taranto al Viviani nella partita decisiva per la promozione terminata 3-1. 
Prosegue ancora il suo periodo positivo, sempre nel Potenza, anche nel terzo livello nazionale, in Serie C, con 4 gol in 31 partite terminando al quinto posto finale nella stagione 2018-2019.
Il 21 luglio 2019 firma un contratto col Taranto, partecipante al campionato di Serie D; nella stagione 2020-2021 vince il campionato con la squadra pugliese, conquistando così la promozione in Serie C, categoria nella quale nella stagione successiva gioca tornando a vestire la maglia del Potenza.
Nella stagione 2022-2023 torna nuovamente in Serie D ancora nel girone H, questa volta nel Lavello.

## Palmarès

### Club

#### Competizioni nazionali
- Serie D: 2

Potenza: 2017-2018 (girone H)
Taranto: 2020-2021 (girone H)